# Vapilica
Vapilica (makedonska: Вапилица) är ett periodiskt vattendrag i Nordmakedonien.   Det rinner genom kommunen Ohrid, i den sydvästra delen av landet, 100 kilometer sydväst om huvudstaden Skopje.